# کراس‌لیک (مینه‌سوتا)
کراس‌لیک، مینه‌سوتا (به انگلیسی: Crosslake, Minnesota) یک شهر در ایالات متحده آمریکا است که در مینه‌سوتا واقع شده‌است.

## خصوصیات
کراس‌لیک ۹۵٫۵۴ کیلومترمربع مساحت و ۲٬۱۴۱ نفر جمعیت دارد و ۳۷۸ متر بالاتر از سطح دریا واقع شده‌است.